# Petra Gerstenkorn
Petra Gerstenkorn (* 31. Mai 1954 in Hamburg) ist eine deutsche Gewerkschafterin. Sie war von 2001 bis 2015 Mitglied des Bundesvorstandes der Vereinten Dienstleistungsgewerkschaft (ver.di).

## Werdegang
Gerstenkorn besuchte nach dem Realschulabschluss von 1971 bis 1973 das Wirtschaftsgymnasium und erwarb das Abitur. Sie arbeitete von 1974 bis 1980 als kaufmännische Angestellte und war im Unternehmen Betriebsratsvorsitzende. Anschließend begann sie ihr Studium der Rechtswissenschaften an der Universität Hamburg. Im Jahre 1987 legte sie das erste Juristische Staatsexamen ab. Direkt nach dem Studium wurde sie Gewerkschaftssekretärin bei der ÖTV. Später stieg sie auf zur Referatsleiterin und wurde 1996 stellvertretende Bezirksvorsitzende des ÖTV-Bezirks Hamburg. Von 2001 bis 2015 war sie Mitglied im Bundesvorstand von ver.di und zuständig für den Fachbereich Bildung, Wissenschaft und Forschung sowie für den Fachbereich Besondere Dienstleistungen. Sie ist Gewerkschaftsmitglied seit 1975. Gerstenkorn war stellvertretende Vorsitzende im Aufsichtsrat der TUI AG sowie von TUI Deutschland.
Gerstenkorn ist geschieden. 

## Veröffentlichungen
- mit Udo Achten, Holger Menze (Hrsg.): Recht auf Arbeit – Recht auf Faulheit, ver.di Bildung + Beratung, Düsseldorf 2007, ISBN 9783931975395